# Renee Ellmers
Renee Jacisin Ellmers, née le 9 février 1964 à Ironwood (Michigan), est une femme politique américaine. Membre du Parti républicain, elle est élue de Caroline du Nord à la Chambre des représentants des États-Unis de 2011 à 2017.

## Biographie

### Carrière professionnelle et débuts en politique
Renee Ellmers est originaire du Michigan. En 1990, elle est diplômée d'un baccalauréat universitaire en sciences de l'université d'Oakland, au Michigan. Elle devient alors infirmière. Elle est ensuite directrice clinique d'un centre de soins à Dunn en Caroline du Nord, le Trinity Wound Care Center, où travaille également son mari chirurgien.
En 2006, elle intègre la commission d'urbanisme (en anglais : planning board) de la ville de Dunn. Elle préside la commission de 2008 à 2010.

### Représentante des États-Unis
Renee Ellmers est élue à la Chambre des représentants des États-Unis en 2010 avec le soutien du Tea Party face au démocrate sortant Bob Etheridge. Elle réunit 49,5 % des voix et devance Bob Etheridge de moins d'un point. Elle est réélue en 2012 avec 55,9 % des suffrages, puis à nouveau en 2014, rassemblant 58,8 % des voix face au chanteur Clay Aiken, candidat démocrate.
Dès sa première campagne et durant son mandat, Renee Ellmers se bat notamment contre le Patient Protection and Affordable Care Act, la réforme de la santé portée par Barack Obama (Obamacare),. Lors des primaires républicaines de 2016, elle soutient Donald Trump.
À la suite du redécoupage des circonscriptions de Caroline du Nord en 2016, Renee Ellmers se retrouve opposée à un autre sortant, George Holding, lors des primaires républicaines. Le nouveau 2e district reprend en grande partie l'ancienne circonscription de Holding. La base électorale conservatrice d'Ellmers lui reproche de s'être rapprochée du centre et de l'establishment du parti à Washington,. Elle est notamment critiquée pour son vote en faveur d'un budget bipartisan et pour avoir reporté le vote d'une loi interdisant les avortements après 20 semaines, même si elle vote finalement en faveur du texte. Elle réussit en effet à supprimer du texte l'obligation faite aux victimes de viol de déclarer leur viol à la police pour pouvoir avorter après ce délai. De nombreux groupes conservateurs, tels l'American Conservative Union, le Club for Growth (en) ou le National Right to Life Committee, apportent leur soutien à George Holding,. Après une campagne particulièrement négative, elle ne réunit que 23,4 % des voix. Elle est ainsi largement battue par Holding (53,4 %) et arrive de justesse devant un candidat du Tea Party (23 %).

### Après le Congrès
Après sa défaite, elle est nommée directrice régionale du département de la Santé et des Services sociaux des États-Unis par Donald Trump, dirigeant la région sud-est dont le siège est à Atlanta. Elle démissionne de son poste le 1er février 2019 et retourne vivre en Caroline du Nord.
En mars 2019, Renee Ellmers annonce sa candidature au poste de lieutenant-gouverneur de Caroline du Nord, en vue des élections de 2020. Elle termine en cinquième position de la primaire républicaine avec seulement 6,8 % des voix.